# Robert O. Cook
Robert Oscar Cook (* 27. September 1903 in Manitowoc, Wisconsin; † 9. November 1995 in Pasadena, Kalifornien) war ein US-amerikanischer Tontechniker, der drei Mal für den Oscar für den besten Ton nominiert war und 1947 mit dem Oscar für technische Verdienste (Technical Achievement Award) ausgezeichnet wurde.

## Leben
Slyfield begann seine Laufbahn als Tontechniker in der Filmwirtschaft Hollywoods in der Tonstudioabteilung von The Walt Disney Company und wirkte erstmals 1946 bei der Herstellung des von Bob Cormack, Clyde Geronimi, Joe Grant, Jack Kinney, Hamilton Luske und Joshua Meador inszenierten Musik-Zeichentrickfilm Make Mine Music mit.
Bei der Oscarverleihung 1947 wurde Cook gemeinsam mit Arthur F. Blinn und C. O. Slyfield, die ebenfalls in der Tonstudioabteilung der Walt Disney Company tätig waren, mit dem Oscar für technische Verdienste (Technical Achievement Award) ausgezeichnet, und zwar „für den Entwurf und Entwicklung für einen Tonfinder und Spurensichter für die Überprüfung und Lokalisierung von Geräuschen auf Tonspuren“ (‚For the design and development of an audio finder and track viewer for checking and locating noise in sound tracks‘).
1962 wurde Cook erstmals für den Oscar für den besten Ton nominiert, und zwar für die Filmkomödie Die Vermählung ihrer Eltern geben bekannt (The Parent Trap, 1961) von David Swift mit Hayley Mills in einer Doppelrolle sowie Brian Keith und Maureen O’Hara in weiteren Rollen. Bei der Oscarverleihung 1963 war er für die von James Neilson mit Fred MacMurray, Jane Wyman und Deborah Walley inszenierte Filmkomödie Champagner in Paris (Bon Voyage!, 1962) erneut für den Oscar für den besten Ton nominiert.
Seine dritte und letzte Nominierung für den Oscar für den besten Ton bekam Cook 1965 für den Musical-Fantasyfilm Mary Poppins (1964) von Robert Stevenson mit Julie Andrews, Dick Van Dyke und David Tomlinson.
Cook arbeitete bis 1977 an der Herstellung von fast 100 Filmen und Fernsehserien mit.

## Auszeichnungen
- 1947: Oscar für technische Verdienste (Technical Achievement Award)

## Filmografie (Auswahl)
- 1946: Make Mine Music
- 1948: Musik, Tanz und Rhythmus (Melody Time)
- 1949: Die Abenteuer von Ichabod und Taddäus Kröte (The Adventures of Ichabod and Mr. Toad)
- 1950: Cinderella (deutscher Alternativtitel: Aschenputtel)
- 1951: Alice im Wunderland (Alice in Wonderland)
- 1953: Peter Pan
- 1954: 20.000 Meilen unter dem Meer (20,000 Leagues Under the Sea)
- 1955: Susi und Strolch (Lady and the Tramp)
- 1955: Mickey Mouse Club (Fernsehserie)
- 1957: Sein Freund Jello (Old Yeller)
- 1958: Weiße Wildnis (White Wilderness)
- 1959: Dornröschen (Sleeping Beauty)
- 1959: Donald in Mathmagic Land (Kurzdokumentation)
- 1959: Das Geheimnis der verwunschenen Höhle (Darby O’Gill and the Little People)
- 1961: 101 Dalmatiner (One Hundred and One Dalmatians)
- 1961: Der fliegende Pauker (The Absent-Minded Professor)
- 1961: Die Vermählung ihrer Eltern geben bekannt (The Parent Trap)
- 1962: Champagner in Paris (Bon Voyage!)
- 1962: Lobo, der Wolf (The Legend of Lobo)
- 1962: Der Pauker kann’s nicht lassen (Son of Flubber)
- 1962: Flucht der weißen Hengste (Miracle Of The White Stallions)
- 1963: Die Hexe und der Zauberer (The Sword in the Stone)
- 1964: Mary Poppins
- 1967: Das Dschungelbuch (The Jungle Book)
- 1967: Der glücklichste Millionär (The Happiest Millionaire)
- 1968: Käpt’n Blackbeards Spuk-Kaschemme (Blackbeard’s Ghost)
- 1968: Wie klaut man ein Gemälde? (Never A Dull Moment)
- 1968: Ein toller Käfer (A Love Bug)
- 1969: Superhirn in Tennisschuhen (The Computer Wore Tennis Shoes)
- 1970: Aristocats (The Aristocats)
- 1971: Die tollkühne Hexe in ihrem fliegenden Bett (Bedknobs and Broomsticks)
- 1972: Es kracht – es zischt – zu seh’n ist nischt (Now You See Him, Now You Don’t)